# پالمیرا (ویلیج) نیویورک
پالمیرا (به انگلیسی: Palmyra) یک منطقهٔ مسکونی در ایالات متحده آمریکا است که در نیویورک واقع شده‌است. پالمیرا ۳٫۴ کیلومتر مربع مساحت و ۳٬۵۳۶ نفر جمعیت دارد و ۱۴۸ متر بالاتر از سطح دریا واقع شده‌است.